# Sarkos kéregtörőgomba
A sarkos kéregtörőgomba (Diatrype disciformis) a Diatrypaceae családba tartozó, Európában és Észak-Amerikában honos, lombos fák ágain élő, nem ehető gombafaj. 

## Megjelenése
A sarkos kéregtörőgomba termőteste 2-4 mm átmérőjű, nagyjából kerek vagy ovális, néha sokszögletű, párnásan 1 mm-re kiemelkedő foltokként jelentkezik az ágak kérgén. A szomszédos termőtestek csak ritkán olvadnak össze. Szélét körülvehetik a felfelé álló, áttört kéregmaradványok. Felszínén apró, mirigyszerű kiemelkedések (a spóratermő, körte alakú peritéciumok kijáratai) találhatók. Színe fekete vagy feketésbarna. 
Húsa fehéres, halványbarnás. Szaga és íze nem jellegzetes. 
Spórája megnyúlt kolbász alakú, sima, vékony falú, szeptum nélküli, halványbarna, mérete 7-9 x 1,5-2 µm. Az aszkuszok nyolcspórásak, 30-40 x 5 µm-esek. 

### Hasonló fajok
A fűzfa-kéregtörőgomba hasonlít hozzá, de annak termőtestei nagyobbak, szabálytalanabbak és főleg puhafákon (fűz, nyár, nyír) él. 

## Elterjedése és termőhelye
Európában és Észak-Amerikában honos. Magyarországon gyakori.
Lombos fák (elsősorban bükk, néha éger vagy mogyoró) elhalt ágain található meg, a termőtest áttöri a kérget. 

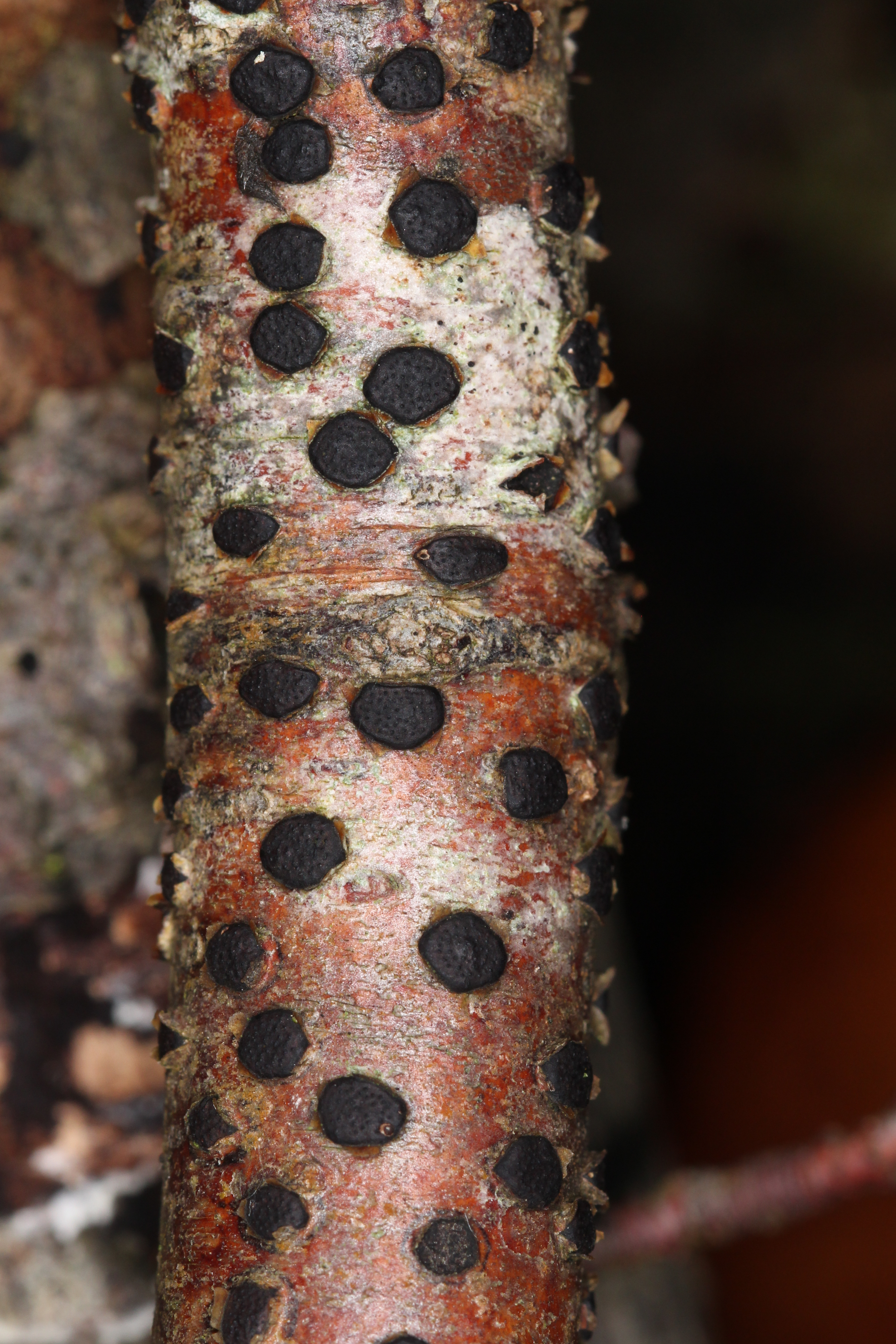
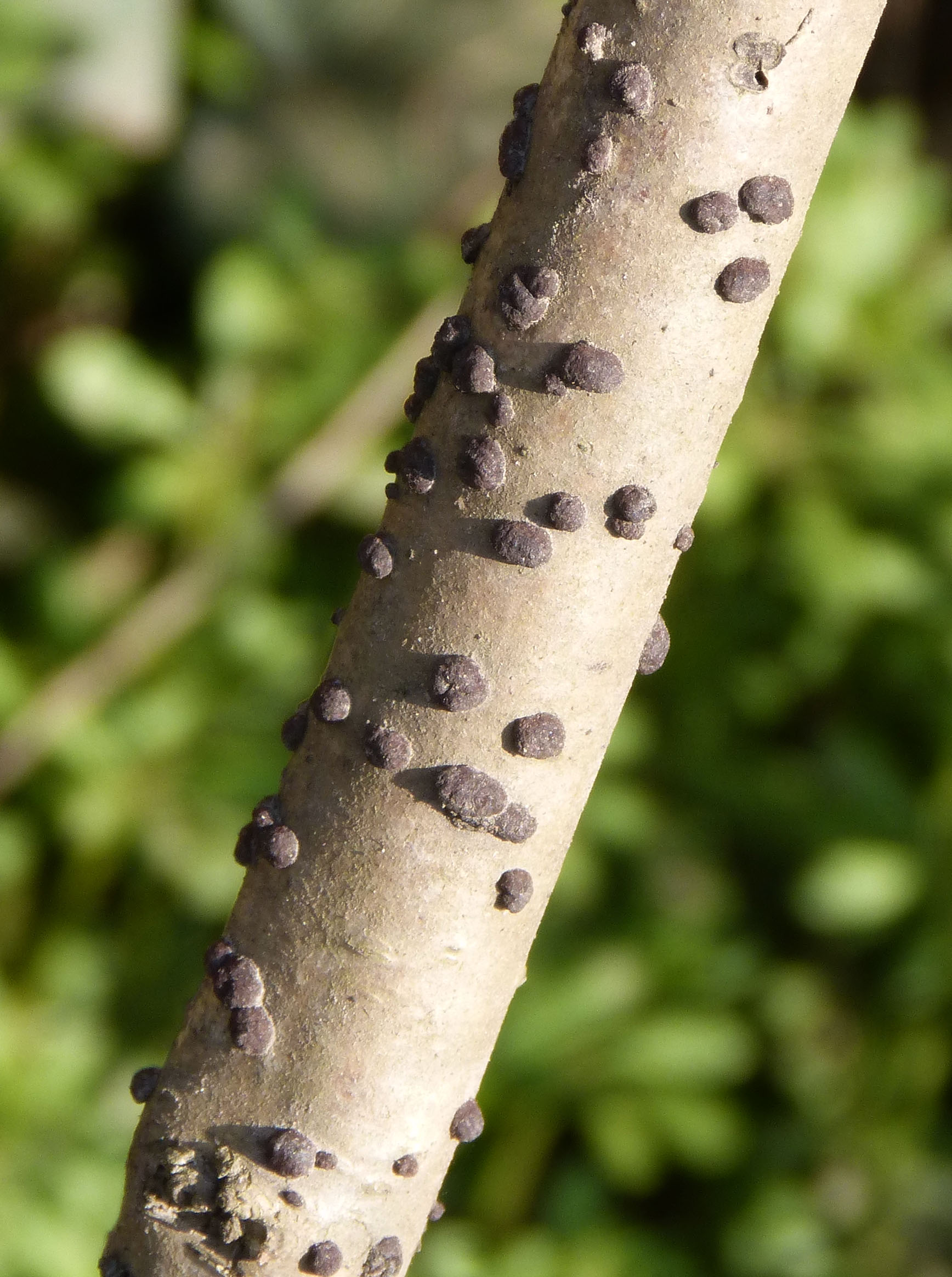
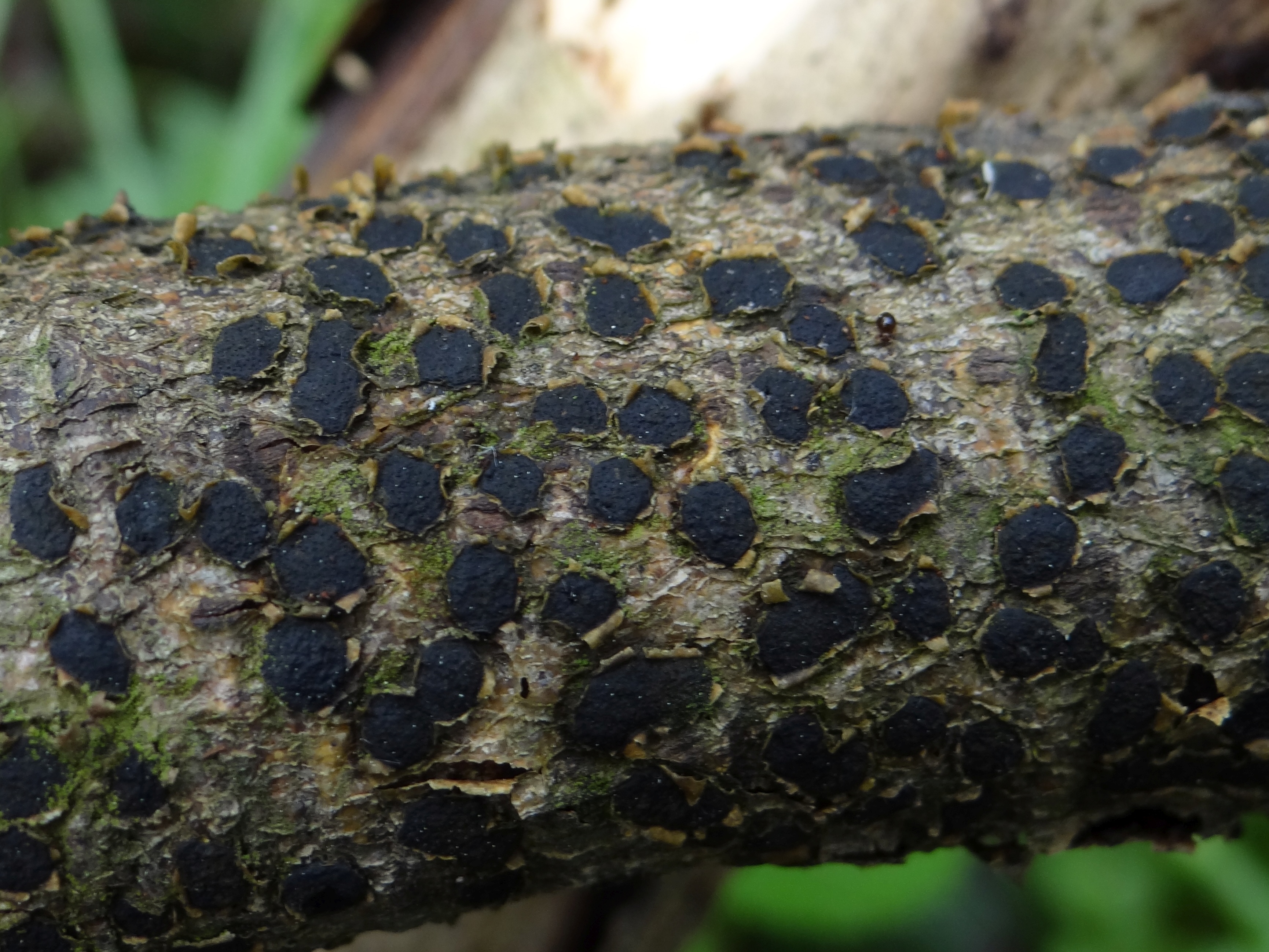
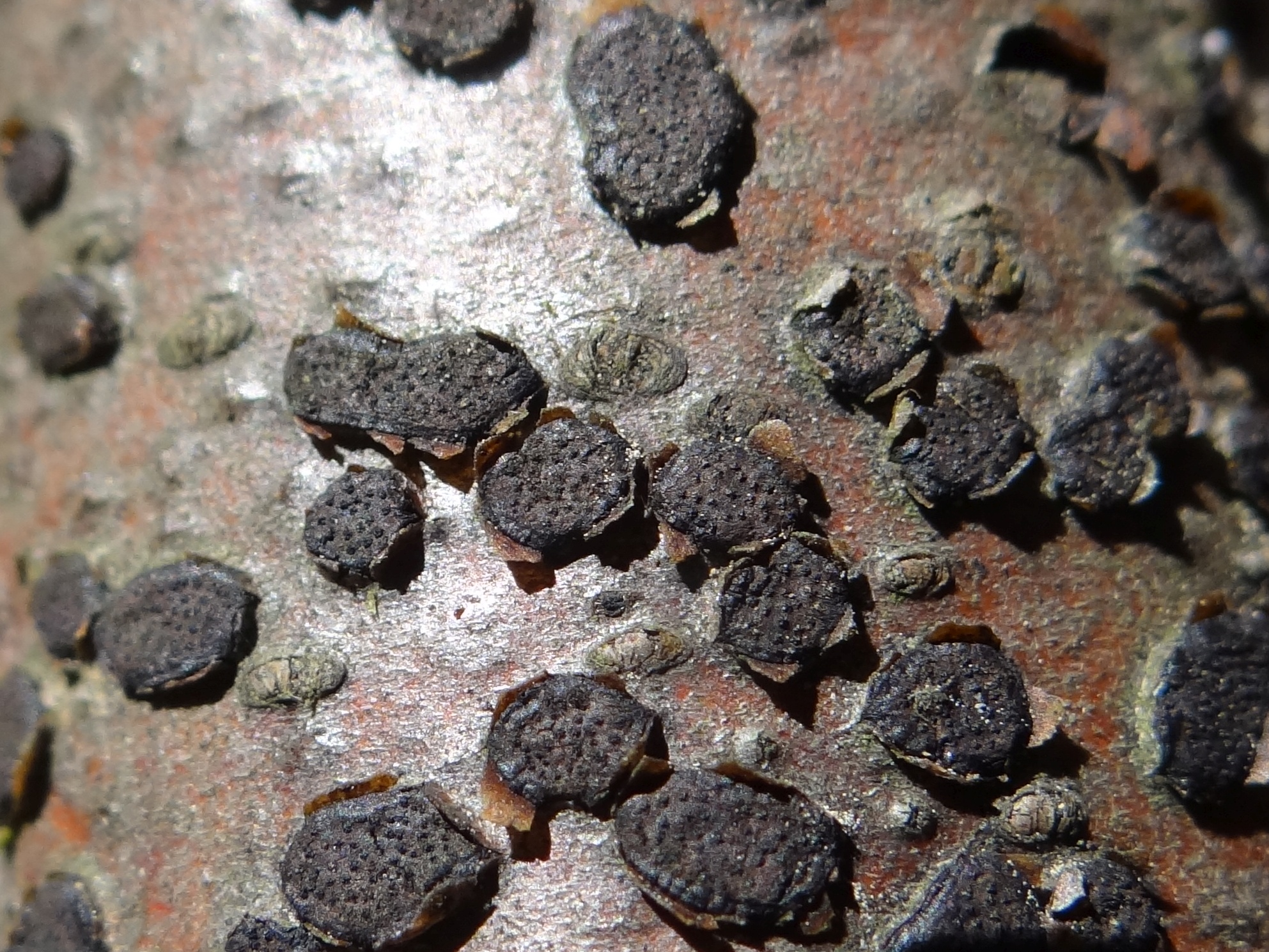

Nem ehető.    